# Eutelsat 48A
Eutelsat 48A (vormals Hot Bird 2, Eurobird 9, Eutelsat W48) war ein Fernsehsatellit der European Telecommunications Satellite Organization Eutelsat mit Sitz in Paris. Der im November 1996 gestartete Satellit hatte eine erwartete Lebensdauer von etwa 15 Jahren.

## Geschichte
Durch die beiden erfolgreichen Starts der Eutelsat-Satelliten Hot Bird 7A und Hot Bird 8 erfolgte eine Umgruppierung und Umbenennung von Hot Bird 2 auf 13° Ost, zu Eurobird 9 auf 9° Ost. Nach der Ablösung durch Eurobird 9A im Sommer 2009 wurde Eurobird 9 auf die Position 48° Ost verschoben und bekam den Namen Eutelsat W48.
Am 1. März 2012 vereinheitlichte Eutelsat die Namen seiner Satelliten rund um den Markennamen, der Satellit trug seither die Bezeichnung Eutelsat 48A.
Im April 2017 wurde Eutelsat 48A außer Betrieb genommen und in einer Friedhofsorbit versetzt.

## Empfang
Sechs Transponder im 12-GHz-Bereich konnten in den 11-GHz-Bereich geschaltet werden. Die 36-MHz-Transponder konnten im Halbtransponderbetrieb genutzt werden.
Der Satellit für TV- und Multimediadienste konnte in Mitteleuropa, den Mittleren Osten und Zentralasien empfangen werden. Die Übertragung erfolgte im Ku-Band.